# Autoridade de Desenvolvimento de Investimentos do Líbano
A Autoridade de Desenvolvimento de Investimentos do Líbano (IDAL) é a agência nacional de promoção de investimentos do Líbano . A IDAL foi criada em 1994 com o objetivo de promover o Líbano como um destino chave de investimento e atrair investimentos facilitadores e retidos no país. Em 2001, a Lei de Investimentos nº 360  foi promulgada para reforçar a missão da organização, fornecendo uma estrutura para regular as atividades de investimento no Líbano e fornecendo aos investidores locais e estrangeiros uma série de incentivos e serviços de apoio às empresas. Além de seu papel como agência de promoção de investimentos, a IDAL é responsável pela promoção e comercialização ativa das exportações libanesas, incluindo, mas não se limitando a produtos agrícolas e agroindustriais. O IDAL goza de autonomia financeira e administrativa e reporta-se ao Presidente do Conselho de Ministros que sobre ele exerce uma autoridade tutorial.

## Incentivos ao investimento
O IDAL oferece incentivos para investimentos em setores-chave, incluindo: Indústria, Agricultura, Agroindústria, Turismo, Tecnologia da Informação, Tecnologia, Telecomunicações e Mídia. Dois esquemas de incentivo estão disponíveis:
1. Esquema Projeto de Investimento por Zona (IPZ) : É um esquema baseado na localização geográfica do projeto, tamanho do investimento e tipo de setor. Fornece aos investidores incentivos fiscais e autorizações de trabalho. Este esquema divide o Líbano em três zonas geográficas (Zona A, Zona B, Zona C).
2. Esquema do Package Deal Contract (PDC) : É um esquema baseado no tamanho do investimento do projeto, número de empregos criados e tipo de setor. Ele oferece aos investidores incentivos fiscais e trabalhistas, bem como reduções nas taxas de instalação. Nesse esquema, o investidor está vinculado a um contrato com o governo libanês representado pelo IDAL.

## Serviços
Para além da concessão de incentivos a projetos de investimento, a IDAL encarregou-se dos seguintes serviços:
- Fornecer informações econômicas, comerciais, legais, industriais e outras relevantes para decisões de investimento.
- Fornecer informações sobre setores econômicos com potencial de investimento.
- Identificar e promover oportunidades de investimento em vários setores promissores de crescimento.
- Mediação de contatos entre investidores e empreendedores para identificar potenciais oportunidades de joint venture.
- Concessão de vários tipos de isenções fiscais e redução de taxas para projetos de investimento, conforme estipulado na Lei de Investimentos nº 360.
- Participação no capital de sociedades anônimas em áreas específicas.
- Facilitar a emissão de autorizações e licenças necessárias para iniciar e operar um negócio através da coordenação com as instituições públicas correspondentes.
- Prestar aconselhamento sobre questões que afetam o clima de investimento no Líbano.
- Organização de reuniões de negócios com funcionários dos setores público e privado.
- Prestação de serviço pós-atendimento para projetos de investimento.